# استخلاص المميزات
في حقل تمييز الأنماط في معالجة الصور يطلق اسم استخلاص المميزات (Feature extraction) على العملية التي تؤدي إلى تخفيض الأبعاد.
عندما يكون دخل خوارزمية ما كبيراً جداً بحيث تصعب معالجته بسهولة، ويتوقع منها أن تشكل فائض في البيانات قد يؤدي إلى ارتفاع كلفة الحساب والمعالجة واستخدام ذاكرة الحاسب دون عائد متناسب مع تلك التكلفة، عندها يتم تحويل البيانات إلى شكل أبسط يمثل البيانات الأصلية تكون عبارة عن مميزات للبيانات الأصلية. يطلق على العملية التي يتم فيها تحويل البيانات إلى مميزاتها اسم عملية استخلاص المميزات.

## أنواع المميزات
أفضل أنواع استخلاص المميزات يحدد بحسب نوع البيانات المستخدمة والتطبيق الموجهة له، وهذا يتطلب خبرة في البيانات ونوع العملية. ولكن يوجد أنواع عامة من المميزات من الممكن الاعتماد عليها في الحالات العامة مثل:
- تحليل المركبات الرئيسية
- آيزوماب Isomap
- تخفيض الأبعاد اللاخطي nonlinear dimensionality reduction

## معالجة الصور
يستخدم استخلاص المميزات بكثرة في حقل معالجة الصور باستخدام خوارزميات تقوم بفصل العناصر أو الأشكال في الصورة، ولها العديد من التطبيقات في الرؤية الحاسوبية على الأخص.
هناك العديد من أنواع المميزات الممكن استخلاصها منها:
- استخلاص الحافة Edge detection
- استخلاص الزاوية Corner detection
- استخلاص الحركة Motion detection
- ثريشهولدنغ Thresholding
- مطابقة القوالب Template matching
- تحويل هوف Hough transform